# Yarisleidis Cirilo
Yarisleidis Cirilo Duboys (* 10. Mai 2002 in Guantánamo) ist eine kubanische Kanutin.

## Karriere
Yarisleidis Cirilo nahm an den 2021 ausgetragenen Olympischen Spielen 2020 in Tokio in zwei Wettbewerben teil. Im Einer-Canadier über 200 Meter verpasste sie nach Rang zwei in ihrem Vorlauf und Rang sechs in ihrem Halbfinallauf das A-Finale. Als Vierte des B-Finals schloss sie den Wettkampf auf Gesamtrang zwölf ab. Im Zweier-Canadier trat sie auf der 500-Meter-Strecke mit Katherin Nuevo an und erreichte mit ihr diesmal das A-Finale. In 2:01,623 Minuten belegten sie dort den sechsten Platz. Einen Monat nach den Spielen gewannen Cirilo und Nuevo bei den Weltmeisterschaften 2021 in Kopenhagen im Zweier-Canadier über 200 Meter die Silber- und über 500 Meter die Bronzemedaille. Cirilo und Nuevo sicherten sich nur ein Jahr darauf bei den Weltmeisterschaften 2022 in Dartmouth auf der 200-Meter-Distanz im Zweier-Canadier den Titelgewinn. 2023 folgten für Cirilo auch im Einer-Canadier mehrere Erfolge. In Duisburg wurde sie auf der 200-Meter-Sprintstrecke zunächst Weltmeisterin, ehe sie wenig später in dieser Disziplin auch bei den Panamerikanischen Spielen in Santiago de Chile die Goldmedaille gewann.
Bei den Olympischen Spielen 2024 in Paris trat Cirilo erneut in zwei Konkurrenzen teil. Im Einer-Canadier über 200 Meter gewann sie nacheinander ihren Vorlauf und ihren Halbfinallauf und zog dadurch ins A-Finale ein. Dieses beendete sie in 44,36 Sekunden als Dritte hinter der in 44,12 Sekunden siegreichen Kanadierin Katie Vincent und der 44,13 Sekunden schnellen Nevin Harrison aus den Vereinigten Staaten, sodass Cirilo die Bronzemedaille gewann. In der Konkurrenz mit dem Zweier-Canadier über 500 Meter ging Cirilo mit Yinnoly López an den Start und kam mit ihr zunächst nicht über den letzten Platz in ihrem Vorlauf hinaus. Dank eines dritten Platzes im Viertelfinale zogen sie ins Halbfinale ein, das sie ebenfalls auf Rang drei beendeten. Im Finale wurden sie in 2:01,77 Minuten Achte und überquerten die Ziellinie damit als letztes Boot.
2023 kandidierte Cirilo für das kubanische Parlament und gewann ihren Wahlkreis in ihrer Heimatstadt Guantánamo. Sie absolviert ein Bachelorstudium in Physical Culture.